# 寬正
寬正是日本年號之一。在長祿之後、文正之前，指的是1461年到1466年這段期間，此時期的天皇是後花園天皇與後土御門天皇，由後花園上皇自1464年始實施院政。室町幕府的將軍是足利義政。

## 改元
- 長祿四年十二月二十一日（公元1461年2月1日）因為饑荒而改元宽正。
- 寬正七年二月二十八日（西元1466年3月14日）改元為文正。

## 出典
出自『孔子家語』當中的「外寬而內正」之句。

## 寬正年間大事
- 寬正五年七月十九日（1464年8月21日）：後花園天皇讓位給後土御門天皇，後土御門天皇即位。
- 寬正六年十二月二十七日（1466年1月14日）：後土御門天皇即位。

### 出生
- 寬正五年十月二十日（1464年11月19日）：後柏原天皇（大永六年過世）。
- 寬正六年十一月二十三日（1465年12月11日）：足利義尚、室町幕府第九代征夷大將軍（延德元年過世）。

## 西元對照表
| 寬正 | 元年   | 2年    | 3年    | 4年    | 5年    | 6年    | 7年    |
| ---- | ------ | ------ | ------ | ------ | ------ | ------ | ------ |
| 西元 | 1460年 | 1461年 | 1462年 | 1463年 | 1464年 | 1465年 | 1466年 |
| 干支 | 庚辰   | 辛巳   | 壬午   | 癸未   | 甲申   | 乙酉   | 丙戌   |

## 關連項目
| 前一年號： 長祿 | 日本年号 | 下一年號： 文正 |